# Viktoria Spielmann

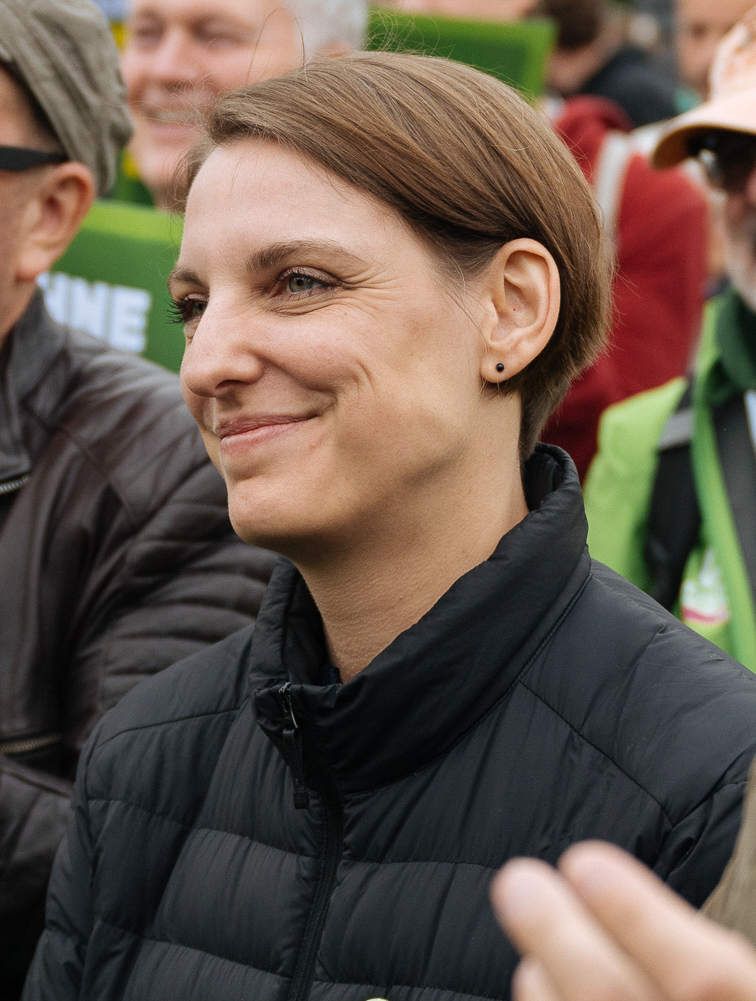
Viktoria Spielmann

Viktoria Spielmann (* 25. Jänner 1987 in Rum in Tirol) ist eine österreichische Politikerin der Grünen. 2014/15 war sie Vorsitzende der Österreichische Hochschülerinnen- und Hochschülerschaft (ÖH) und vom 24. November 2020 bis zum 10. Juni 2025 Abgeordnete zum Wiener Landtag und Mitglied des Wiener Gemeinderates.

## Leben
Viktoria Spielmann besuchte anschließend an die Volksschule in Innsbruck-Mariahilf sowie die Hauptschule in Innsbruck-Hötting das Innsbrucker Katholische Oberstufenrealgymnasium Kettenbrücke (KORG), wo sie 2006 maturierte. Anschließend begann sie ein Studium der Vergleichenden Literaturwissenschaft und Politikwissenschaft an der Universität Innsbruck, welches sie jedoch nicht abschloss. 2013 wechselte sie an die Universität Wien. Im September 2020 beendete sie ihr Studium der Politikwissenschaft an der Universität Wien als Bachelor of Arts.
Von 2011 bis 2015 war sie für die Grünen & Alternativen Student_innen (GRAS) Mandatarin der Bundesvertretung der Österreichische Hochschülerinnen- und Hochschülerschaft (ÖH), deren Generalsekretärin sie 2013/14 war. Im Juni 2014 wurde sie zur Halbzeit der zweijährigen Amtsperiode zur ÖH-Vorsitzenden gewählt, der bisherige Amtsinhaber Florian Kraushofer wurde ihr Stellvertreter.
Von 2015 bis 2020 war sie in der Abteilung Arbeitsmarktpolitik für Frauen beim Arbeitsmarktservice (AMS) tätig, ab November 2019 war sie auch Betriebsrätin der Bundesgeschäftsstelle des Arbeitsmarktservice. Von 2017 bis Juni 2020 war sie Finanzreferentin der Alternativen und Grüne GewerkschafterInnen/Unabhängige GewerkschafterInnen (AUGE/UG). Für die Periode 2019 bis 2021 wurde sie stellvertretende Vorsitzende der Unabhängigen GewerkschafterInnen im öffentlichen Dienst (UGöD). 2019 wurde sie außerdem Kammerrätin bei der Wiener Arbeiterkammer.
Im Februar 2020 wurde sie auf der Landesversammlung der Grünen Wien auf den sechsten Listenplatz der Landesliste für die Landtags- und Gemeinderatswahl in Wien 2020 gewählt. Am 24. November 2020 wurde sie in der konstituierenden Sitzung der 21. Wahlperiode als Abgeordnete zum Wiener Landtag und Mitglied des Wiener Gemeinderates angelobt. Im Jänner 2021 folgte sie Barbara Huemer als Sprecherin der Grünen Frauen Wien nach, im Februar 2023 wurde sie in dieser Funktion bestätigt, im Mai 2025 wurde sie von Julia Malle als Sprecherin der Grünen Frauen Wien abgelöst. Nach der Landtags- und Gemeinderatswahl in Wien 2025 schied sie am 10. Juni 2025 aus dem Landtag aus.